# Albert Bergamelli
Albert Bergamelli (Vitry-sur-Seine, 6 settembre 1939 – Ascoli Piceno, 31 agosto 1982) è stato un criminale francese, fondatore dell'organizzazione malavitosa romana denominata Clan dei marsigliesi, attiva in Italia nel corso degli anni settanta.

## Biografia
Nato in Francia ma italiano di origine, sin dagli anni della sua adolescenza, Bergamelli frequenta la malavita delle bische clandestine marsigliesi, occupandosi di piccole rapine e furti di vario genere nel Sud della Francia. Il suo primo arresto, per furto, lo subisce all'età di diciassette anni e sconta un anno di reclusione nel carcere minorile di Salum. Nel 1963, in occasione del secondo suo arresto, avvenuto questa volta a Lione, rinchiuso nel carcere di Melun, invece di aspettare la scadenza naturale della pena decide di evadere e di passare la sua latitanza nel Nord Italia.

### La Banda del Mec
Bergamelli riappare alla cronaca il 15 aprile 1964, protagonista di una rapina nella centralissima via Montenapoleone di Milano dove, assieme ad altri sei malavitosi tutti francesi, fa irruzione in una gioielleria rubando denaro e preziosi per un bottino di duecento milioni di lire. Solo otto giorni dopo il fatto, però, Bergamelli e i suoi complici (passati alla storia come i sette uomini d'oro) vennero tutti arrestati e, nel 1966, processati e condannati a scontare pene comprese fra i tre e i nove anni di reclusione.
Bergamelli finisce nel carcere di Alessandria dove, tramite corrispondenza, fa la conoscenza di una ragazza campana, Felicia Cuozzo, che diventerà poi sua moglie e resterà a lui legata fino alla fine dei suoi giorni. Nel 1967 lascia il carcere per finire di scontare la pena in soggiorno obbligato in un paesino del modenese, dal quale però si sottrae molto presto per tornare in Francia e mettere su una banda di rapinatori attraverso cui il suo nome salirà al primo posto della lista dei ricercati d'Europa, facendosi conoscere per una serie di colpi alle banche con il suo gruppo ribattezzato La banda del Mec.
Note le sue simpatie verso il nazismo, Bergamelli apparteneva alla razza dei malavitosi “comuni” che spesso si associavano con quelli di matrice politica al fine di perseguire finalità comuni di autofinanziamento. Secondo alcune ricostruzioni, addirittura, le sue molteplici e rocambolesche evasioni, ad esempio, non sarebbero attribuibili ad una sua particolare abilità o fortuna ma, al contrario, ad aiuti esterni. Il magistrato romano Vittorio Occorsio, titolare dell'inchiesta sull'Anonima Sequestri che si concluse poi con lo smantellamento della Banda dei Marsigliesi, individuò ad esempio un collegamento criminale fra la massoneria deviata, il neofascismo romano, i servizi segreti e la banda di Bergamelli.

### Il Clan dei marsigliesi

Albert Bergamelli viene arrestato

Nel 1973 si trasferisce a Roma dove inizia a prendere contatti con i più noti criminali della città come l'altro marsigliese, già accusato di omicidio, Jacques Berenguer e il bresciano Maffeo "Lino" Bellicini, appena evaso da un carcere portoghese. Arruolando alcuni tra gli elementi più spregiudicati della malavita locale come Mario Castellano, Paolo Provenzano, Laudavino De Sanctis (detto Lallo lo zoppo) e il futuro boss della Magliana Danilo Abbruciati, i tre misero in piedi una batteria altamente efficiente, conosciuta come la banda delle tre B o, più tardi, come il Clan dei marsigliesi.
Specializzati inizialmente in rapine a mano armata e nel traffico di stupefacenti, attraverso una serie di sequestri di persona, il gruppo diventerà un'autentica industria del crimine, il primo capace di esercitare un certo controllo sul territorio, facendo fare un notevole salto di qualità alla piccola delinquenza di borgata romana. Criminali esperti dai metodi spicci e senza pietà, il 22 febbraio 1975, la banda si rese responsabile di un crimine che scosse l'opinione pubblica quando, durante una rapina all'interno dell'ufficio postale di Piazza dei Caprettari a Roma, venne ucciso l'agente Giuseppe Marchisella e, due giorni dopo, la fidanzata del poliziotto si uccise gettandosi nel vuoto. Quello che avrebbe dovuto essere un colpo miliardario si risolse invece con un magro bottino di sole 400.000 lire e due morti ammazzati.
Ma è con i sequestri di persona che la banda fece il suo definitivo salto di qualità. Solo fra il 1975 e il 1976 ne portarono a termine ben cinque, primo della serie quello dell'imprenditore Amedeo Maria Ortolani, sequestrato il 10 giugno 1975, il suo rilascio avvenne dopo 11 giorni di prigionia e a seguito di un riscatto di 800 milioni di lire pagato dal padre. Bergamelli venne arrestato il 29 marzo 1976 in un residence sulla via Aurelia a Roma, grazie ad un'indagine del giudice Vittorio Occorsio (che poi nel luglio dello stesso anno verrà ucciso da un commando di Ordine Nuovo). Venne rintracciato seguendo i movimenti di una donna, Antonella Rossi, che proprio per la sua banda curava la logistica dei rifugi.
Due giorni dopo venne catturato anche il suo avvocato, Gian Antonio Minghelli membro della loggia massonica P2, arrestato per riciclaggio di denaro proveniente dal sequestro del gioielliere Gianni Bulgari durante un'indagine dello stesso Occorsio. Tradotto nel carcere di Ascoli Piceno, il 31 agosto 1982 Bergamelli venne ucciso in modo platealmente cruento da Paolo Dongo, un detenuto "comune", appartenente alla cosiddetta Banda dei Genovesi e poi politicizzatosi in carcere. Era membro delle Pantere Rosse.